# Палаццо Фиано аль Корсо
Палаццо Фиано аль Корсо, также известный как Палаццо Перетти Оттобони Фиано или просто Палаццо Фиано (итал. Palazzo Fiano al Corso, Palazzo Peretti Ottoboni Fiano, Palazzo Fiano[) — дворец в стиле неоренессанса в Риме, расположенный на углу площади Сан-Лоренцо-ин-Лучина с Виа-дель-Корсо, в районе Колонна.

## История
Первая постройка на этом месте датируется XIII веком и была возведена для английского кардинала Хью из Ившема. В XV веке палаццо использовали в качестве резиденции кардиналов Сан-Лоренцо-ин-Лучина. На протяжении веков здание многократно расширялось, в том числе за счет приобретения некоторых резиденций, расположенных на другой стороне Виа дель Корсо. В начале XVI века дворец стал известен как резиденция португальского кардинала Жоржи да Кошты (титул с 1488 по 1508 год), который занимал апартаменты, построенные над древней римской аркой, пересекающей Виа дель Корсо и использовалась для соединения владений, и из-за этого она получила название Арка Портогалло. В 1542 году дворец был отреставрирован кардиналом Эрколе Гонзагой из Мантуи, который разместил здесь свой двор. Позднее во дворце жил его племянник, кардинал Франческо Гонзага, который разместил в здании свою коллекцию произведений искусства.
В 1568 году во время работ по укреплению фундамента будущего дворца Фиано были обнаружены первые фрагменты рельефов Алтаря Мира императора Августа, выдающегося памятника древнеримского искусства. В 1624 году здание было приобретено князем Микеле Перетти, родственником папы Сикста V, который осуществил дальнейшие перестройки. 
Папа Александр VII Киджи в 1655—1660 осуществил ряд преобразований в центральной части Виа дель Корсо, где располагается Палаццо Киджи, семейная резиденция, что привело к сносу Португальской арки с целью расширения улицы. К концу XVII века поместья Перетти по обеим сторонам Корсо были приобретены Марко Оттобони, родственником Александра VIII; он был герцогом Фиано, а дворец на площади Сан-Лоренцо в Лучине стал известен как Палаццо (Оттобони ди) Фиано, здания на другой стороне Виа дель Корсо — как Палаццо Оттобони Бонкомпаньи, поскольку единственная дочь Марко Оттобони вышла замуж за Пьетро Грегорио Бонкомпаньи.
В 1859 году под дворцом были проведены дополнительные раскопки, которые позволили обнаружить несколько других фрагментов, относящихся к боковому фризу Алтаря Мира. В 1898 году комплекс был продан коммерсанту Эдоардо Альмагии. Дальнейшие раскопки были проведены в июле 1903 года, в ходе которых было обнаружено еще 53 фрагмента. Затем в 1937 году, по случаю двухтысячелетия со дня рождения древнеримского императора Октавиана Августа, для дальнейших раскопок были применены новые методы, с помощью которых были извлечены новые фрагменты. Они были использованы для реконструкции Алтаря, полностью восстановленного в 1938 году.